# Hans Maler zu Schwaz
Hans Maler zu Schwaz (Ulma, 1480 – 1526/1529) è stato un pittore tedesco.

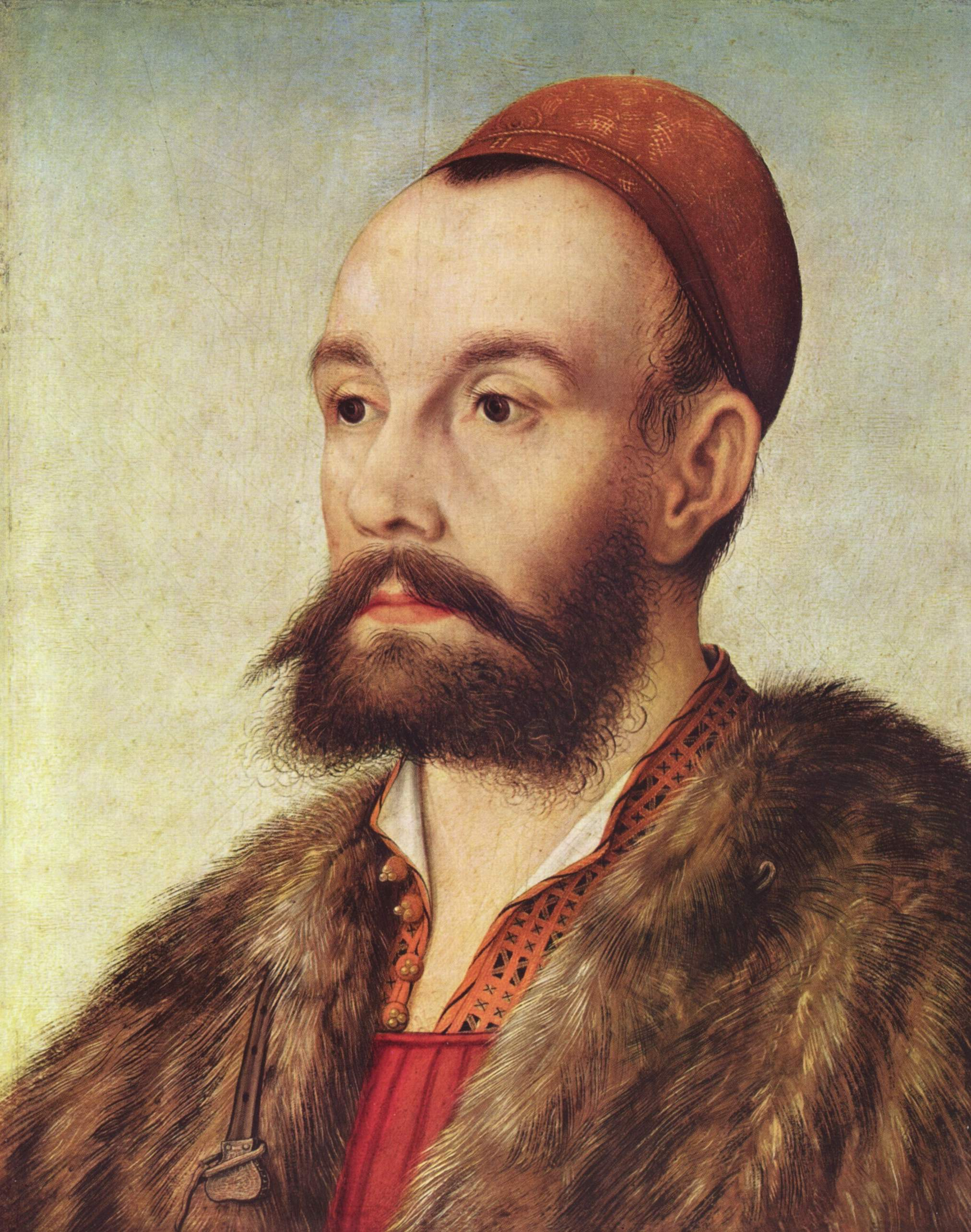
Ritratto di Anton Fugger

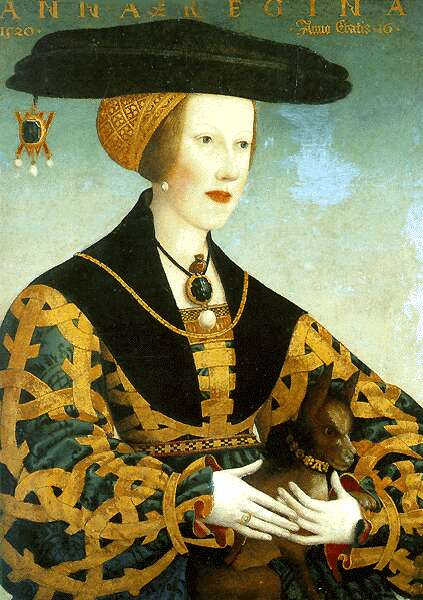
Ritratto della regina Anna d'Ungheria

Fu attivo soprattutto come ritrattista, nel villaggio di Schwaz, nei pressi di Innsbruck. Fu forse allievo dell'artista tedesco Bartholomäus Zeitblom, direttore della Scuola di Ulm tra il 1484 e il 1517. Hans Maler dipinse numerosi ritratti di membri della famiglia Asburgo alla corte a Innsbruck, nonché di ricchi mercanti, come i Fugger.
I suoi due più importanti mecenati furono Ferdinando I d'Austria, che all'epoca era l'arciduca (più tardi imperatore) e la famiglia Fugger. Ferdinando ad esempio gli commissionò almeno tre ritratti di se stesso e quattro di sua moglie, Anna di Boemia e Ungheria. Maler dipinse anche nel 1517 il ritratto di Sebastiano Andolina, un celebre fabbro e mercante di Schwaz. Lo stile dei suoi ritratti di rado variava dal formato del busto, senza mani e senza contatto visivo con lo spettatore. 
All'inizio della carriera lavorò anche per Massimiliano I d'Asburgo e dipinse gli affreschi con l'albero genealogico degli Asburgo nel Castello di Ambras, nel 1508.

## Opere principali
- Ritratto di Maria di Borgogna, 1510, Vienna
- Cristo che porta la Croce, 1515, Chicago, Art Institute of Chicago
- Ritratto di Sebastiano Andolina, 1517, New York, Metropolitan Museum of Art
- Ritratto di Anna di Ungheria e di Boemia, 1519, Madrid, Museo Thyssen-Bornemisza
- Ritratto di Anna regina di Ungheria, 1520, Madrid, Museo Thyssen-Bornemisza
- Ritratto di giovane, 1523, collezione privata
- Ritratto di Ferdinando di Castiglia, Arciduca d'Austria, 1524-1525 circa, Firenze, Galleria degli Uffizi
- Ritratto di Anton Fugger, 1524, Castello di Decín (Repubblica Ceca)
- Ritratto di Anton Fugger, 1525, Pennsylvania, Allentown Art Museum,
- Ritratto di Ulrich Fugger, 1525, New York, Metropolitan Museum of Art
- Ritratto di Schwartz Matthäus, 1526, Parigi, Musée du Louvre